# 陳元贇
陳 元贇（ちん げんひん、ちん げんいん、ちん げんぴん）、1587年（万暦15年） - 1671年7月15日（寛文11年6月9日））は、中国明末の文人。江戸時代初期に来日。字は義都、号は既白山人。

## 経歴

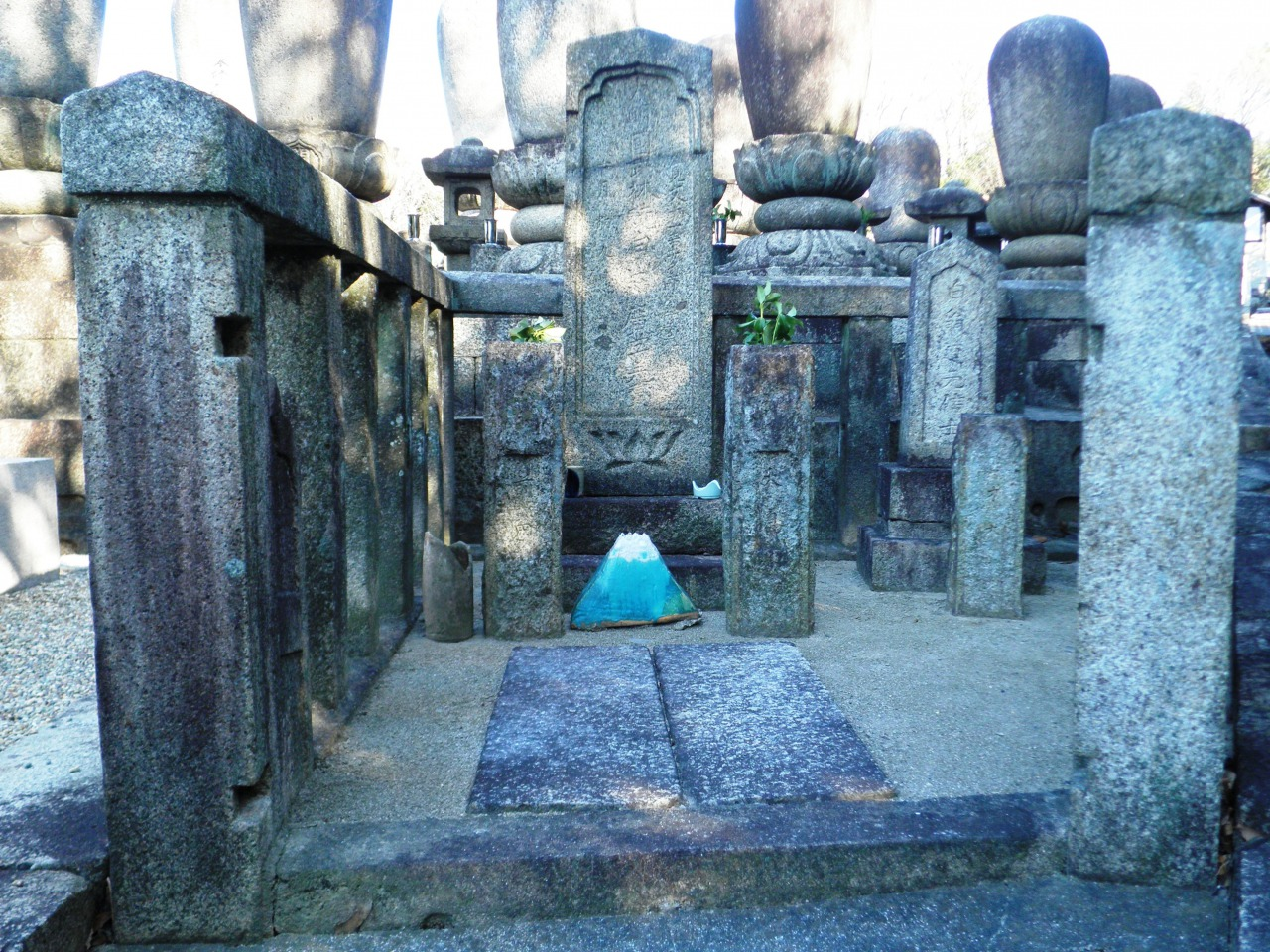
平和公園の墓

万暦15年（1587年）、杭州府余杭県の虎林に生まれる。明末の国乱を避け、30歳代で日本に渡った。尾張藩主徳川義直に1627年（寛永4年）に拝謁し、以来日本に留まった。尾張藩に仕えつつ、折にふれて京や江戸を往来した。元政上人との深交が伝わる。
儒教についての造詣は不明だが、書道・作陶も能くする多才な人物で、一説には拳法を日本に伝えたともいわれる。名古屋城下九十軒町（現在の東区泉三丁目の一部）の自邸にて歿した。墓は現在、名古屋市の平和公園内（建中寺墓域）にある。
江戸時代初期は明末に当たり、1659年に亡命した朱舜水なども海を越えて日本にやって来ており、彼もその一人であった。自身に醸成された重層的な技芸の数々を多くの文人らとの交流によって披露・伝承した。

## 著作
- 元元唱和集
- 昇庵詩話
- 長門国志
- 老子経通考

## 活動

### 書道
趙孟頫（1254年 - 1322年）の書法を身につけており、教授することもあった。

### 漢詩作
寄留の身であるため多くの文人達との交友があった。漢詩の唱和は時にその一助となった。
和歌や漢詩に長じた日蓮宗の元政上人と1659年（万治2年）に知遇を得て以来、年の差はあれど共に公安派の漢詩を奉ずる者として交友を深めた。両者の名を取って命名された著作『元元唱和集』は彼等の応答によって構成されている。

### 作陶
74歳（1660年（万治3年））の時、尾張藩邸内に窯を開く。その安南風の染付陶器は、尾張国瀬戸の土と中国輸入の黄釉を使用したもので、尾張で「元贇焼」ともてはやされた。今も茶具として伝来する。

### 拳法または柔術
陳元贇は1625年（寛永2年） - 1627年（寛永4年）の間、江戸城南の西久保にあった国昌寺に居た（国昌寺は後に焼失）。この寺の記録『国昌寺文書旧記録』に、長州の浪人の三浦与治右衛門義辰・磯貝次郎右衛門・福野七郎右衛門正勝の三者に、逗留の間柔術を伝えたとある。
ただし、陳元贇を柔術の始祖とすることについては江戸時代から議論がある（陳元贇渡来以前に既に存在した柔術流派もあるため。現存最古の柔術流派である竹内流の成立は1532年（天文元年））。
当時、中国人より武技を授かった伝説で権威付けた流派は他にもあり、高名な文人である陳元贇の名を使ったとも考えられている。また、当時の陳元贇が書き記したものや、そのほかの記録に一切武術に関する事が無い。陳元贇と拳法、柔術の関係が言及されるのは後世の文献のみである。それらの文献では、陳元贇は故郷で「人を捕らうる術」を見聞きした、と三浪人に語った事になっている。
陳元贇が武術を伝えたことが事実であっても、その伝えた武術が「拳法」だったのか「柔術」だったのか、その位置付けは今日も論点として残されている小松原濤が、陳元贇が伝えたのは少林寺で修得した少林寺拳法という説を唱えたが、陳元贇が少林寺で修行したという記録もなく、小松原濤の当時、「中国拳法＝少林寺拳法」という程度の情報しかなかったため少林寺拳法としただけと見られている。
また、十手とそれを使う技を3人の浪人（三浦・磯貝・福野のことかどうかは不明）に教えたのが、十手が初めて日本に伝えられたとする文献もあるが、戦国時代に既に十手が存在する。

#### 高橋賢の否定説
現代では、武道史研究家の高橋賢が「陳元贇は武術を伝えたとするのは後世の虚構」とする説を唱えている。
高橋は、福野正勝の残した良移心当流柔術の伝書に注目した。福野は、陳より伝授されたとされる以前の1623年（元和9年）と陳より伝授されたとされる以後の1636年（寛永13年）に同一内容の伝書を発行している。つまり、元和8年と寛永10年の間に何者かから技術的な影響を受けたことが全くうかがえない。
また、福野が開いた良移心当流は（そこから分かれた直心流も）、甲冑を着用した状態の格闘術である鎧組討が中心の流派である。日常の服装での格闘技術が中心の中国武術との技術的共通点が非常に薄い。
高橋は以上の点により、陳元贇は「日本柔術の始祖であるという伝説の主人公」として以外は、柔術に対し何ら技術的影響を及ぼしていないとした。

### その他
名古屋市東区には、元贇焼と呼ばれる駄菓子が伝わっている。小麦粉・大豆粉・砂糖などで生地を作り、8の字型にして表面にケシの実をまぶして、オーブンで焼き上げたものである。元贇が名古屋に製法を伝えたものといわれている。かつては菓子店で製造されていたものの現在は生産が途絶えており、資料などをもとに再現したものがイベントなどで特別に作られる事がある。